# Kanton Saint-Germain-du-Plain
Kanton Saint-Germain-du-Plain (francouzsky Canton de Saint-Germain-du-Plain) je francouzský kanton v departementu Saône-et-Loire v regionu Burgundsko. Tvoří ho sedm obcí.

## Obce kantonu
- L'Abergement-Sainte-Colombe
- Baudrières
- Lessard-en-Bresse
- Ouroux-sur-Saône
- Saint-Christophe-en-Bresse
- Saint-Germain-du-Plain
- Tronchy